# Pània
Pània és una figura llegendària de la mitologia maori associada amb l'aigua i símbol de la ciutat de Napier a Nova Zelanda.

## Llegenda
La llegenda descriu com Pània nedava a l'oceà amb altres criatures marines durant el dia, i a la nit pujava riu amunt a descansar. Una nit va ser vista pel cap d'una tribu propera, Karitoki. Els joves es van enamorar i van anar a viure junts. Segons algunes llegendes, Pània va donar a llum un fill, Maremare, que significa "sense pèl", perquè el fill no tenia gens de pèl. Passava les nits amb el seu estimat, i durant el dia tornava amb la seva gent de mar, motiu pel qual ningú del poble la veia ni es creien que tingués una esposa tan bonica com deia. El cap va decidir preguntar a l'ancià què havia de fer perquè no hagués de tornar al mar. L'ancià li va aconsellar que li posés menjar cuit a la boca. Probablement, alguna cosa va anar malament i la Dama i el seu fill van ser arrossegats a les profunditats. El fill es va transformar en un Taniwha amb la forma d'un tauró, i des de llavors és el guardià de la badia, i Pània va ser vista pels pescadors atrapada sota l'aigua. Altres versions de la llegenda diuen que es va convertir en una roca des de la qual es podia pescar.

## Estàtua
El 1954 es va erigir un monument que representava Pània. El monument va ser creat per iniciativa del Thirty Thousand Club després que Vic Wallis i Horace Cottrell (membres del club) sentissin la llegenda de la Dama de F. I. Bennett, primer bisbe de Nova Zelanda. El monument es troba als jardins de Marine Parade i és la principal atracció i símbol de la ciutat.
El monument ha estat malmès o vandalitzat moltes vegades. L'incident més important, però, va tenir lloc el 27 d'octubre de 2005, quan l'estàtua va ser robada. No obstant això, es va recuperar menys d'un mes després.